# L'uomo che smarrì se stesso
L'uomo che smarrì se stesso (Hem från Babylon) è un film del 1941 diretto da Alf Sjöberg.